# Epitaph für Wolf von Zillenhart

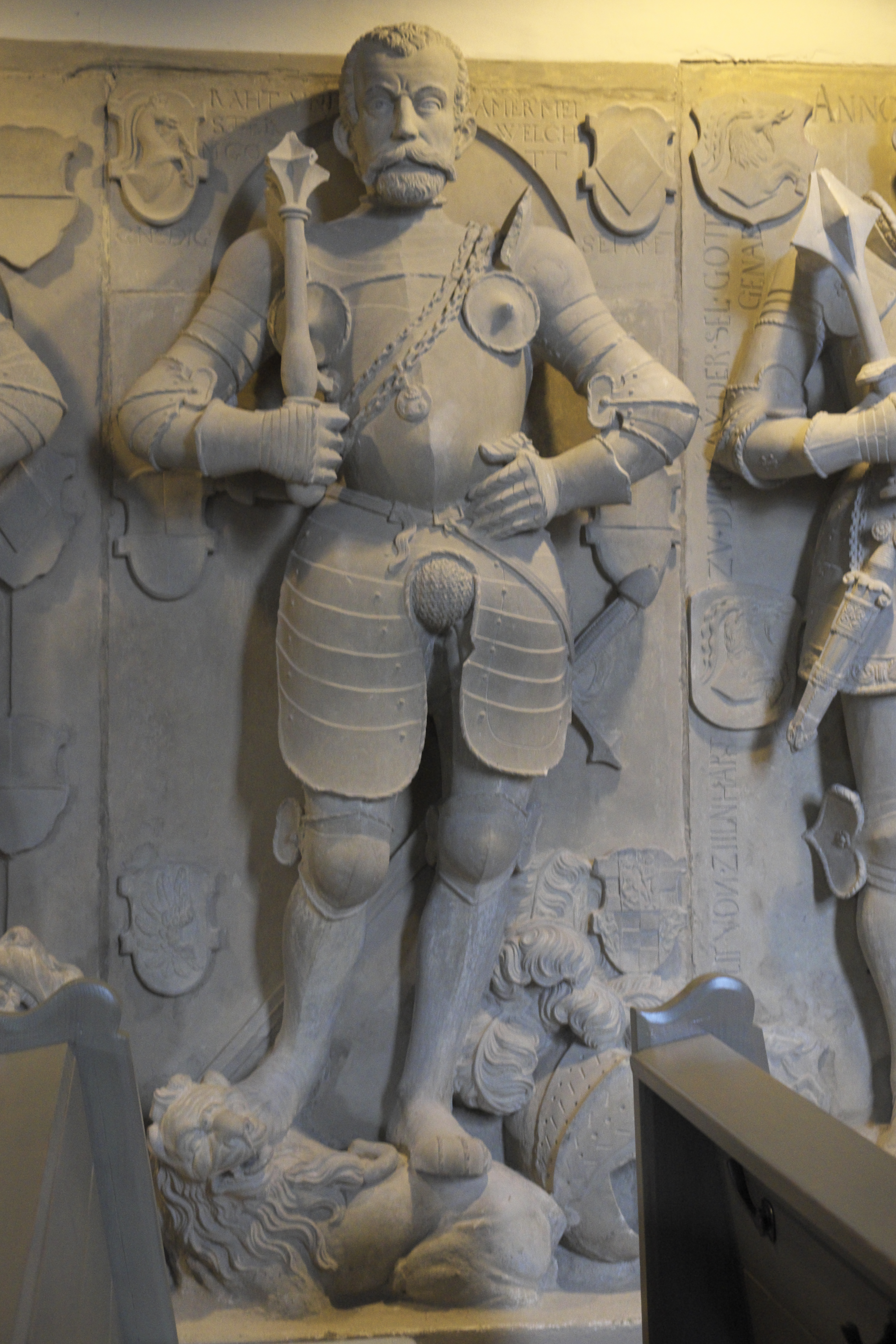
Epitaph für Wolf von Zillenhart in Dürnau

Das Epitaph für Wolf von Zillenhart in der evangelischen Pfarrkirche St. Cyriakus in Dürnau, einer Gemeinde im baden-württembergischen Landkreis Göppingen, steht innen an der nördlichen Seite der Kirche.

## Leben
Wolf von Zillenhart wird 1563 als württembergischer Oberrat und von 1565 bis 1576 als Obervogt zu Blaubeuren in Urkunden überliefert. Er war 1573/74 Hofgerichtsassessor und von 1576 bis 1579 als Kammermeister an der Stuttgarter Rentkammer. Ab 1579 lebte er in Dürnau. Er war verheiratet mit Susanna Freiin von Grafeneck.

## Epitaph
Auf dem hochrechteckigen Epitaph aus grauem Sandstein steht vor einem Blendbogen auf einem weit vortretenden Sockel die Figur eines Ritters in Harnisch. Er steht auf einem liegenden Löwen und hält einen Streitkolben in der rechten Hand, zu seinen Füßen ist rechts ein offener Visierhelm zu sehen. Rechts und links des Ritters sind je drei Wappen untereinander angebracht. Über dem Bogen und in den Bogenzwickeln ist eine Grabschrift vorhanden. Der obere Teil der Platte mit dem Beginn der Inschrift ist weggeschnitten, der Kopf der Figur ragt deutlich über die Schnittkante hinaus.